# 克皮
克皮（Kepi）是印度尼西亚巴布亚省马皮县的行政中心，位于Obua河的上游。
克皮也是马皮县下属的奥巴区（Distrik Obaa）行政中心，2010年统计，奥巴区共有19,454人。

## 资料来源
1. ↑  Biro Pusat Statistik, Jakarta, 2011.